# グラント・グリーン (野球)
グラント・グリーン（Grant Green, 1987年9月27日 - ）は、アメリカ合衆国カリフォルニア州オレンジ郡フラートン出身の元プロ野球選手（二塁手、外野手）。右投右打。

## 経歴

### プロ入り前
キャニオン高等学校（4年制）には2年時に打率.430（72打数31安打）、8二塁打・22打点。翌年は.455（88打数40安打）・3本塁打・30打点・14盗塁。最終学年は.453・4本塁打・22打点・14盗塁を記録し、チームが所属するリーグのファーストチームに選ばれる。
また全米代表にも選抜され、2006年のパン・アメリカチャンピオンシップでは打率.412・6打点、2盗塁と活躍した。この年のMLBドラフト14巡目（全体423位）でサンディエゴ・パドレスから指名されたが、南カリフォルニア大学へ進学。
大学一年時は全ての試合に先発出場し、打率.316（228打数72安打）・2本塁打・14二塁打・24打点・6盗塁を記録。所属カンファレンスであるPac-10の新人王に選ばれる。
2年次は打率.390（205打数80安打）・9本塁打・46打点・10盗塁の成績でベースボール・アメリカのAll-AmericaのサードチームとAll-Pacific-10 Conferenceに選ばれる。
3年のシーズンが始まる前にベースボール・アメリカが発表した大学生のプロスペクトランキングで3位の高評価を受けるが、いざシーズンが始まると最初の13試合で打率.234とイマイチなスタートとなる。しかし、シーズンが終わってみれば打率.374・4本塁打・32打点・16盗塁と期待通りの成績を残した。
2008年の夏は多くのメジャーリーガー輩出したケープコッド・ベースボールリーグに参加し、トッププロスペクトに選ばれ、最もオフェンシブな選手と評価されるが、守備では41試合で17失策と苦しんだ。

### プロ入りとアスレチックス時代
2009年のMLBドラフトでは多くの専門家から高評価を得たグリーンは1巡目の早い段階で指名されると思われ、いくらかのスカウトは将来、三塁手に向いていると評していた。しかし、1巡目（全体13位）で指名したオークランド・アスレチックスとグリーン自身は遊撃手で行くことを望んでいた。そして、敏腕代理人のスコット・ボラスの影響もあり交渉は長引き、8月17日に275万ドルで契約を結ぶ。これはドラフト契約期限の数分前だった。
2009、2010シーズンはA級ストックトン・ポーツで過ごした。
2010年はベースボール・アメリカのアスレチックスのマイナー機関の三塁手部門でのトッププロスペクトに選ばれ、オールスター・フューチャーズゲームにも出場した。オフシーズンにはアリゾナ秋季リーグに参加した。
2011年シーズンはAA級ミッドランド・ロックハウンズで過ごす。
2012年はAAA級サクラメント・リバーキャッツに昇格した。
2013年7月8日のピッツバーグ・パイレーツ戦でメジャーデビュー。

### エンゼルス時代
2013年7月30日にアルベルト・カヤスポとのトレードで、ロサンゼルス・エンゼルス・オブ・アナハイムへ移籍した。
2015年9月30日にDFAとなった。

### ジャイアンツ時代
2015年11月30日にサンフランシスコ・ジャイアンツとマイナー契約を結んだ。
2016年の開幕は傘下のAAA級サクラメントで迎え、6月30日にメジャー契約を結んで25人枠入りした。7月28日にDFAとなり、8月1日に40人枠を外れる形でAAA級サクラメントへ配属された。10月12日にFAとなった。

### ナショナルズ時代
2017年1月27日にワシントン・ナショナルズとマイナー契約を結び、スプリングトレーニングに招待選手として参加することになった。開幕を傘下のAAA級シラキュース・チーフスで迎え、4月12日にメジャー契約を結んでアクティブ・ロースター入りしたが、2試合の出場で3打数無安打で、4月21日にトレア・ターナーの故障者リストからの復帰によりDFAとなり、23日に40人枠から外れる形でAAA級シラキュースへ降格した。6月14日にFAとなった。

### ホワイトソックス傘下時代
2017年6月21日にシカゴ・ホワイトソックスとマイナー契約を結び、傘下のAAA級シャーロット・ナイツへ配属された。8月7日にFAとなった。

### マーリンズ傘下時代
2017年8月18日にマイアミ・マーリンズとマイナー契約を結び、傘下のAAA級ニューオーリンズ・ベビーケークスへ配属された。

### メキシカンリーグ時代
2018年5月6日にメキシカンリーグのモンクローバ・スティーラーズと契約。

## 詳細情報

### 年度別打撃成績
| 年 度    | 球 団    | 試 合 | 打 席 | 打 数 | 得 点 | 安 打 | 二 塁 打 | 三 塁 打 | 本 塁 打 | 塁 打 | 打 点 | 盗 塁 | 盗 塁 死 | 犠 打 | 犠 飛 | 四 球 | 敬 遠 | 死 球 | 三 振 | 併 殺 打 | 打 率 | 出 塁 率 | 長 打 率 | O P S |
| -------- | -------- | ----- | ----- | ----- | ----- | ----- | -------- | -------- | -------- | ----- | ----- | ----- | -------- | ----- | ----- | ----- | ----- | ----- | ----- | -------- | ----- | -------- | -------- | ----- |
| 2013     | OAK      | 5     | 16    | 15    | 0     | 0     | 0        | 0        | 0        | 0     | 1     | 0     | 0        | 0     | 1     | 0     | 0     | 0     | 6     | 0        | .000  | .000     | .000     | .000  |
| 2013     | LAA      | 40    | 137   | 125   | 16    | 35    | 8        | 1        | 1        | 48    | 16    | 0     | 0        | 0     | 1     | 10    | 0     | 1     | 38    | 3        | .280  | .336     | .384     | .720  |
| '13計    | LAA      | 45    | 153   | 140   | 16    | 35    | 8        | 1        | 1        | 48    | 17    | 0     | 0        | 0     | 2     | 10    | 0     | 1     | 44    | 3        | .250  | .301     | .343     | .644  |
| 2014     | LAA      | 43    | 103   | 99    | 7     | 27    | 5        | 0        | 1        | 35    | 11    | 1     | 4        | 0     | 2     | 2     | 0     | 0     | 20    | 3        | .273  | .282     | .354     | .635  |
| 2015     | LAA      | 21    | 44    | 42    | 6     | 8     | 0        | 0        | 1        | 11    | 3     | 0     | 1        | 0     | 0     | 2     | 1     | 0     | 14    | 2        | .190  | .227     | .262     | .489  |
| 2016     | SF       | 18    | 50    | 46    | 7     | 12    | 2        | 0        | 1        | 17    | 7     | 0     | 0        | 0     | 1     | 3     | 0     | 0     | 8     | 3        | .261  | .300     | .370     | .670  |
| 2017     | WSH      | 2     | 3     | 3     | 0     | 0     | 0        | 0        | 0        | 0     | 0     | 0     | 0        | 0     | 0     | 0     | 0     | 0     | 2     | 0        | .000  | .000     | .000     | .000  |
| MLB：4年 | MLB：4年 | 129   | 353   | 330   | 36    | 82    | 15       | 1        | 4        | 111   | 38    | 1     | 5        | 0     | 5     | 17    | 1     | 1     | 88    | 11       | .248  | .283     | .336     | .620  |

- 2018年度シーズン終了時

### 表彰
MiLB
- オールスター・フューチャーズゲームMVP：1回（2011年）

### 記録
MiLB
- オールスター・フューチャーズゲーム選出：2回（2010年、2011年）

### 背番号
- 35（2013年 - 同年途中）
- 10（2013年途中 - 2015年）
- 38（2016年）
- 5（2017年）